# Comuna Bărăganu, Constanța
Bărăganu este o comună în județul Constanța, Dobrogea, România, formată din satele Bărăganu (reședința) și Lanurile.

## Demografie
Componența etnică a comunei Bărăganu
     Români (89,25%)
     Tătari (1,57%)
     Alte etnii (0,78%)
     Necunoscută (8,4%)
Componența confesională a comunei Bărăganu
     Ortodocși (82,31%)
     Adventiști (5,53%)
     Musulmani (1,72%)
     Alte religii (1,72%)
     Necunoscută (8,72%)
Conform recensământului efectuat în 2021, populația comunei Bărăganu se ridică la 1.916 locuitori, în scădere față de recensământul anterior din 2011, când fuseseră înregistrați 1.991 de locuitori. Majoritatea locuitorilor sunt români (89,25%), cu o minoritate de tătari (1,57%), iar pentru 8,4% nu se cunoaște apartenența etnică. Din punct de vedere confesional, majoritatea locuitorilor sunt ortodocși (82,31%), cu minorități de adventiști (5,53%) și musulmani (1,72%), iar pentru 8,72% nu se cunoaște apartenența confesională.

## Politică și administrație
Comuna Bărăganu este administrată de un primar și un consiliu local compus din 11 consilieri. Primarul, Magdalena Neague[*], de la Partidul Social Democrat, este în funcție din noiembrie 2017. Începând cu alegerile locale din 2024, consiliul local are următoarea componență pe partide politice:
|  | Partid                          | Consilieri | Componența Consiliului | Componența Consiliului | Componența Consiliului | Componența Consiliului | Componența Consiliului |
|  | ------------------------------- | ---------- | ---------------------- | ---------------------- | ---------------------- | ---------------------- | ---------------------- |
|  | Partidul Social Democrat        | 5          |                        |                        |                        |                        |                        |
|  | Partidul Național Liberal       | 3          |                        |                        |                        |                        |                        |
|  | Alianța pentru Unirea Românilor | 2          |                        |                        |                        |                        |                        |
|  | Partidul PRO România            | 1          |                        |                        |                        |                        |                        |